# Fred Alan Wolf
Fred Alan Wolf (3 de dezembro de 1934) é um físico teórico americano especializado em física quântica, a relação entre física e consciência, ex-professor e palestrante.
Wolf foi membro na década de 1970, com Jack Sarfatti e outros, do Fundamental Fysiks Group, da Lawrence Berkeley Laboratory, fundada em maio de 1975 por Elizabeth Rauscher e George Weissmann.
O interesse de Wolf na física começou como uma criança quando viu um noticiário mostrando primeira explosão atômica do mundo. Wolf recebeu seu Ph.D. em física teórica pela UCLA em 1963 e começou a pesquisar o campo do comportamento das partículas atmosféricas alta na sequência de uma explosão nuclear. Ajudou a popularizar a ciência no Discovery Channel, e foi um dos participantes na série PBS Closer to Truth.
É o autor de vários livros sobre física, incluindo Taking the Quantum Leap (1981), The Dreaming Universe (1994), Mind em Matter (2000) e Time Loops and Space Twists (2011). Tem aparecido em programas de rádio e programas de televisão nos Estados Unidos e no exterior. Ele também apareceu nos filmes What the Bleep do We Know!? (2004), O Segredo (2006) e Espírito Space (2008). Ministrou aulas sobre assuntos relacionados à física quântica e consciência desde os anos 1960, muitas vezes sob o nome de Dr. Quantum ou capitão de Quantum. Ele também é destaque no documentário sobre o Dalai Lama, intitulado Dalai Lama Renaissance.
Seu livro Tomando o Salto Quântico: A Nova Física para não-cientistas ganhou um Prêmio Nacional do Livro 1982 EUA em Ciência [a].
Lecionou na Universidade Estadual de San Diego, Universidade de Paris, Universidade Hebraica de Jerusalém, Universidade de Londres e Birkbeck College, em Londres.